# NGC 2803
NGC 2803 је елиптична галаксија у сазвежђу Рак која се налази на NGC листи објеката дубоког неба.
Деклинација објекта је + 18° 57' 16" а ректасцензија 9h 16m 43,8s. Привидна величина (магнитуда) објекта NGC 2803 износи 14,1 а фотографска магнитуда 15,1. NGC 2803 је још познат и под ознакама UGC 4898, MCG 3-24-27, CGCG 91-44, KCPG 194B, PGC 26181.